# Мртва природа (албум)
Мртва природа је трећи студијски албум утицајне српске и југословенске рок групе Рибља чорба.
По први пут на албуму се налази нека песма коју је у потпуности написао Бајага, „Ја сам се ложио на тебе“. Музику за „Не веруј жени која пуши Дрину без филтера“ је написао Бајага, а за „Одлазак у град“ Бајага и Миша Алексић. Углавном, Бора Ђорђевић је остао главни аутор са баладом „Нећу да испаднем животиња“, рок химном „Пекар, лекар, апотекар“, „Волим, волим жене“ и другим. Прва директна политичка песма Рибље чорбе је „На западу ништа ново“ (добила према роману Ерих Марија Ремарка На западу ништа ново) чији је текст Бора направио од наслова листајући дневне новине.
После само три недеље од изласка, албум је продат у 100.000 копија, што представља један од најбрже продаваних албума у историји југословенског рока. Коначан број продатих копија је 580.000.